# BS东视
株式會社BS東視（株式会社BSテレビ東京）為東京電視台的關聯企業，主要業務為BS數位放送，為東京電視控股和日本經濟新聞社集團的成員。

## 沿革
- 1998年（平成10年）12月14日－株式会社B·S·JAPAN（株式会社ビー・エス・ジャパン）設立。
- 2000年（平成12年）12月1日－開播。
- 2005年（平成17年）7月4日－变更公司名称为株式会社BS JAPAN（株式会社BSジャパン），同時搬移本部。
- 2005年（平成17年）9月30日－終止電台廣播。
- 2010年（平成22年）10月1日－成為東京電視控股全資子公司。
- 2011年（平成23年）4月1日－啟用仿東京電視台開台35周年版商標的新商標。
- 2016年（平成26年）11月7日－與東京電視台搬離日經電波會館，搬入住友不動產六本木Grand大廈。
- 2018年（平成28年）10月1日－變更名稱為BS東視（BSテレ東）。
- 2018年（平成28年）12月1日－新4K8K卫星放送“BS东视4K”开播
- 2023年（令和5年）11月13日－更改為現有台標

## 外部連結
- BS 東視（页面存档备份，存于）（日語）